# Gabby Goes Fishing
Gabby Goes Fishing (Gabby va de pesca) es un corto de animación estadounidense de 1941, de la serie Gabby. Fue producido por Fleischer Studios y distribuido por Paramount Pictures.

## Argumento
Paseando junto al río, Gabby descubre a un niño pescando. A pesar de que el muchacho es un excelente pescador, pues tiene el cubo lleno de presas, Gabby se ofrece para ayudarle y enseñarle algunos trucos.
La presencia de un gran pez en los alrededores le causará bastantes problemas.

## Realización
Gabby Goes Fishing es la séptima entrega de la serie Gabby y fue estrenada el 18 de julio de 1941.